# Belair National Park
Belair National Park är en park i Australien. Den ligger i kommunen Mitcham och delstaten South Australia, omkring 10 kilometer sydost om delstatshuvudstaden Adelaide. Belair National Park ligger 304 meter över havet. Arean är 8,4 kvadratkilometer.
Runt Belair National Park är det ganska tätbefolkat, med 222 invånare per kvadratkilometer.. Närmaste större samhälle är Adelaide, omkring 10 kilometer nordväst om Belair National Park. 
I omgivningarna runt Belair National Park växer huvudsakligen savannskog. Genomsnittlig årsnederbörd är 729 millimeter. Den regnigaste månaden är juni, med i genomsnitt 133 mm nederbörd, och den torraste är december, med 21 mm nederbörd.